# 大友信秀
大友 信秀（おおとも のぶひで）は、日本の法学者（知的財産法）、経営コンサルタント・アートディレクター。金沢大学人間社会研究域法学系教授。金沢大学の法学系教員であるとともに、2010年に金沢大学知的財産法ゼミの活動を通じて、大学発ベンチャーとして企業を設立し、地域ブランディング支援を行っている。

## 経歴
- 秋田県秋田市出身
- 2004年 東京大学大学院法学政治学研究科修了（指導教員は中山信弘）。単位取得満期退学。博士（法学）（東京大学・特別優秀賞）
- 2004年 金沢大学法学部 助教授
- 2008年 金沢大学法学部 教授
- 2009年 -  2010年 クイーンズランド大学ロースクール客員教授
- 2017年「第3回金沢・世界工芸トリエンナーレ」入選(漆芸作品「阿吽」のデザイナーとして)
- 2018年 上海交通大学ロースクール気候変動及び技術移転研究センター長

## 学内の役職
- 金沢大学国際連携強化教員
- 金沢大学融合科学域設置検討委員会専門部会拡大部会委員

## 所属学会
- 日本工業所有権法学会
- 著作権法学会
- 国際私法学会